# J,Wide-Company
J,Wide-Company（韓語：제이와이드컴퍼니）是韓國的經紀公司，於2011年成立。

## 歷史
J Wide Company成立於2011年。
2016年1月，公司宣佈與韓昇延簽訂專屬合約。8月，9MUSES前成員珉河正式加入公司，將以演員身份進行活動。
2018年4月，金素妍簽約J Wide Company。5月，強藝元簽署了專屬合約，正式加入公司。7月，Kakao M宣佈與投資J Wide Company等公司，建立了戰略性股份投資的合作體系。12月，鄭惠成與前公司合約到期不續約，並簽約加入J Wide Company。
2019年1月，Kakao M宣佈收購J Wide Company等公司，並持有100％股份。7月，公司正式宣布與EXID正花簽約。
2022年6月，強藝元合約到期離開，正在尋找新的去留。

## 旗下藝人

### 男藝人
- 千浩振
- 金太祐
- 趙達煥
- 李相侖
- 吳珉錫
- 都想友
- 辛載夏
- 秋英宇
- 金珉
- 李元錫（2022年—）[13]
- 闵善洪（2023年—）[14]
- 都秉勳（2023年—）[15]
- 權律（2024年—）[16]

### 女藝人
- 裴宗玉
- 金素妍
- 李令恩
- 李寶英
- 李美度
- 許廷恩
- 朴涗診
- 朴正花
- 鄭伊瑞
- 崔藝斌
- 鄭受彬
- 鄭拉爾
- 金允慧
- 徐秀熙（2022年—）
- 李世熙（2022年—）[17]
- 赵宥晶（2023年—）[18]
- 徐荷晶（2023年—）[19]
- 韓宥恩（2024年—）[20]
- 韩伊秀（2024年—）[21]
- 孫娜恩（2025年—）[22]

## 已離開藝人
- 朴哲民
- 劉建
- 閔成旭
- 全宰亨
- 崔在煥
- 金鎮祐
- 全智厚
- 朴亨洙
- 李河汩
- 韓藝俊
- 金姬貞
- 李雅賢
- 裴海善
- 嚴智苑
- 高準熹
- 閔智雅
- 崔允素
- 金史熙
- 孫汝恩
- 金昭惠
- 韓昇延
- 白珍熙
- 李施昤
- 王智媛
- 朴珉河
- 全汝彬
- 金泰梨
- 李清娥
- 洪慶
- 韓智善
- 崔秀仁
- 林世柱
- 強藝元
- 陳瑞妍
- 安宰弘
- 東夏
- 鄭惠成
- 崔丹尼爾[23]
- 劉秀彬[24]
- 金珠英

## 外部連結
- 官方网站
- J,Wide-Company的Instagram帳戶
- J Wide Company-BLOG （页面存档备份，存于）